# Euryopis clarus
Euryopis clarus är en spindelart som beskrevs av A. V. Ponomarev 2005. Euryopis clarus ingår i släktet Euryopis och familjen klotspindlar.
Artens utbredningsområde är Kazakstan. Inga underarter finns listade i Catalogue of Life.